# Vassilczenkoa
Vassilczenkoa é um género botânico pertencente à família Plumbaginaceae.